# Koncert (obraz Tycjana)
Koncert – obraz renesansowego włoskiego malarza Tycjana.
Obraz został namalowany pod wpływem ówcześnie panującej mody wśród artystów do muzykowania, również tych skupionych wokół Giorgiona do których należał młody Tycjan. Tycjan namalował trzy postacie, wśród których środkowa przedstawia mnicha lub organistę grającego na organach. Jest on ucieleśnieniem przeżywania muzyki. Po lewej stronie stoi starszy mnich trzymający w lewej ręce gambę a prawą dotyka ramienia grającego. Te dwie postacie łączy spojrzenie i wspólna przestrzeń duchowa. Po prawej stronie stoi niejako z boku młodzieniec odziany we współczesne szaty i spoglądający na widza. Nie uczestniczy on w scenie przeżywania utworu. Różnica pomiędzy tymi postaciami nasuwa przypuszczenie, iż postacie mnichów są dziełem Tycjana a młodzieniec wyszedł spod pędzla Giorgiona.
W obrazie dominuje biel i czerń. jedynie obszycie szaty młodzieńca i instrumenty są utrzymane w brązowych tonach.